# Добровольный социализм
«Добровольный социализм» — публицистический труд американского мютюэлиста Фрэнсиса Дэшвуда Тэнди. Опубликованная впервые в 1896 году, она охотно цитировалась многими индивидуалистическими анархистами и либертарианцами, в частности, Кларенсом Ли Шварцем, минархистом Робертом Нозиком и левым рыночным анархистом Родериком Трейси Лонгом, который заметил, что «многие из обычных нынешних доказательств рыночно-анархической теории уже присутствовали у Тэнди».
Тэнди был членом Денвер Сёркл — группы, которая была связана с Бенджамином Такером и содействовала изданию газеты «Либерти». В предисловии к «Добровольному социализму» он заявляет о своем намерении «дать полный обзор {волюнтаризма} в его наиболее важных направлениях». Таким образом, в главах с первой по четвертую излагаются основы тэндианского анархизма, находящегося под сильным влиянием Макса Штирнера и Герберта Спенсера. Главы с пятой по четырнадцатую посвящены отдельным направлениям интересов, таким как частные охранные агентства, трудовая теория стоимости, мютюальный банкинг, транспортное обеспечение и политическая стратегия.
Книга посвящена Бенджамину Такеру, «чьи яркие труды и резкая критика сделали многое для того, чтобы рассеять туман экономического суеверия».